# Dario de Bittencourt
Dario de Bittencourt (Porto Alegre, 7 de fevereiro de 1901 - Porto Alegre, 15 de novembro de 1974), foi professor de Direito na Universidade do Rio Grande do Sul e entre os anos de 1920 e de 1930 ocupou o cargo de diretor do jornal porto-alegrense O Exemplo.

## Biografia

### Família Bittencourt
Nasceu em Porto Alegre, ex-bairro Glória e atualmente bairro Medianeira, no dia 07 de fevereiro de 1901. Filho de Aurélio Viríssimo de Bittencourt Júnior e de Maria da Glória Quilião de Bittencourt. Teve como avós paternos Cel. Aurélio Viríssimo de Bittencourt e Joana Joaquina de Bittencourt; e maternos - o Major Jerônimo Quilião de Figueiredo, veterano da guerra contra o Paraguai, chefe político republicano de Pedras Brancas, então distrito da capital do Estado, e  Leocadia Bastos Quilião.
Pouco tempo após o nascimento de Dario, seus pais decidiram se divorciar. Sua guarda ficou com seu pai, Aurélio Júnior, em virtude do pátrio poder. Seu pai se comprometeu a pagar uma pensão mensal à Maria de Glória, mãe de seu filho, para que ela pudesse se manter financeiramente. Com a separação dos pais e sua guarda pertencendo ao pai, Dario revela nunca mais ter tido contato com a mãe. 
Em 30 de julho de 1910, seu pai Aurélio Viríssimo Júnior veio a falecer. Sua tutela então passou ao seu avô, Aurélio Veríssimo de Bittencourt.

### Vida acadêmica
Sua alfabetização e início da vida escolar iniciou em casa com o pai e a tia-avó materna Maria José de Bastos, também chamada de “Tia Zezé”. Frequentou a escola mista de sua tia paterna, a professora Adelina Lydia de Bittencourt Machado, a que chamou de “Tia Chinoca”, entre 1909 e 1910. Com o falecimento de seu pai e sua tutela pertencendo ao seu avô foi matriculado, em 1911, no internato Ginásio de Nossa Senhora da Conceição, comandada por padres jesuítas, localizado na cidade de São Leopoldo. Nos anos que permaneceu na instituição obteve algumas premiações em reconhecimento ao seu ótimo desempenho, como a medalha de prata e consequentemente o segundo lugar nos exames finais do 2º e 3º cursos, em 1911 e 1912, respectivamente.
Em 12 de dezembro de 1912, o Ginásio Nossa Senhora da Conceição foi fechado e Dario seguiu seus estudos no Ginásio Anchieta, localizado na cidade de Porto Alegre. Nesse período, juntamente com seus amigos, criaram o jornal ÉCO e Dario, com o pseudônimo de “Jux”, escreveu um dos seus primeiros contos manuscritos. O pequeno jornal que era escrito a mão e circulava de forma clandestina na escola teve uma breve vida até ter sua circulação trancada por Décio Olinto . Após a conclusão do colegial frequentou o curso preparatório do Irmão Weibert, além de acesso a professores particulares. Ingressou na Faculdade Livre de Direito de Porto Alegre em 1920. Bacharelou-se em 1924 e não seguindo os passos de seu pai e avô decidiu por não seguir uma carreira via o funcionalismo público. Após se diplomar em Direito inclinou-se para a Advocacia militante e alguns anos depois se tornou professor da instituição onde se formou.

### Redes de sociabilidades e  O Exemplo
Dario de Bittencourt envolveu-se em diversos espaços sociais que fortaleciam e envolviam a população negra porto-alegrense. Integrou o quadro social da Sociedade Beneficente Floresta Aurora, fundada em 1872. Também participou do Conselho Superior da Liga Nacional de Futebol Porto-Alegrense, fundada em 1919, para congregar times formados com jogadores negros, foi sócio da Sociedade Satélite Porto Alegrense, que hoje é conhecida como Satélite Prontidão e fez parte do Grêmio Náutico Marcílio Dias, único clube de remo voltado para os negros que se tem notícia na capital.
Tornou-se o principal responsável pela última fase do jornal O Exemplo, se tornando o diretor por toda a década de 1920, assumindo também o compromisso de ser um salvaguarda das coleções do jornal que foram sendo produzidas ao longo dos anos anteriores. 
Também figurou como revisor, repórter e redator de A Federação e foi secretário de redação da Revista do Sul e da revista A Verdade. Depois de formado, seguiu por mais dois anos na folha republicana e tornou-se secretário de redação da Gazeta do Foro, fundado pelo seu pai. 
Após seu falecimento, a coleção do jornal O Exemplo passou ao seu amigo e também colaborador do jornal Antônio Lourenço, indicado ainda em vida por Dario de Bittencourt. Com o falecimento de Lourenço por algum tempo as informações sobre o paradeiro desta coleção ficaram desconhecidas. A coleção foi localizada pelo poeta Oliveira Silveira e a partir de então passou a ficar sob sua tutela 